# Regione delle Isole
La regione delle Isole è una regione della Papua Nuova Guinea. È composta da cinque province:
- Regione autonoma di Bougainville
- Provincia della Nuova Britannia Occidentale
- Provincia della Nuova Britannia Orientale
- Provincia di Manus
- Provincia della Nuova Irlanda